# Global uppvärmning

Globala temperaturavvikelser från 1880 till och med 2023. Noll är medeltemperaturen från åren 1951–1980. Den svarta linjen är årliga medelvärden medan den röda representerar glidande medelvärden över 5 år.

Förändring av den globala medeltemperaturen fram till 2023 jämfört med medeltemperaturen mellan 1951 och 1980.

Global uppvärmning är den ökade temperaturen i jordens lägre atmosfär och hav som har observerats sedan 1950-talet och som förväntas fortsätta i framtiden. Under 1900-talet steg den globala genomsnittstemperaturen med 0,74 ± 0,18 °C. Jämfört med perioden 1850–1900 har den globala genomsnittstemperaturen stigit med 1,09 °C fram till och med perioden 2011–2020.
Den globala uppvärmningen beror främst på att balansen mellan den energi som strålar in till jorden från solen och den värme som jorden strålar ut i rymden har rubbats. Mänsklig aktivitet, som bidragit till utsläpp av växthusgaser som har förstärkt den så kallade växthuseffekten, har bekräftats vara den främsta orsaken. Den förstärkta växthuseffekten gör att atmosfären håller kvar mer av värmen som jorden annars skulle ha strålat ut i rymden, något som i sin tur leder till ett varmare klimat.
Variationer i klimatet förekommer naturligt över tid, men mänsklig påverkan på klimatet har dominerat sedan slutet av 1800-talet. Under 800 000 år innan industrialiseringen nådde koncentrationen av växthusgasen koldioxid i atmosfären aldrig över 300 ppm (miljondelar). I oktober 2024 var koncentrationen av koldioxid i atmosfären 422 ppm. Förbränning av fossila bränslen är den främsta källan till utsläpp av växthusgaser till atmosfären, men jordbruk, avskogning, konsumtion och industriella processer har också bidragit. Naturliga faktorer som solaktivitetens variationer och vulkanutbrott har haft en liten kylande effekt sedan 1950, medan människans utsläpp av växthusgaser har gjort klimatet varmare.
Den globala uppvärmningen får omfattande konsekvenser för såväl klimat som miljö. Några av konsekvenserna är krympande havsis och smältande glaciärer som leder till en högre havsnivå, ökad förekomst av skyfall och stormar, utrotning av arter och risk för utrotning av ekosystem, ökade risker för undernäring och sjukdomar hos människor och påverkan på jordbruk och matförsörjning.

## Terminologi
Begreppet "global uppvärmning" är ett specifikt fall av den mer generella termen "klimatförändring", i vilken även "global avkylning" (vilket inträffar under bland annat istider) ingår. I princip gäller termen "global uppvärmning" oberoende av orsakerna till uppvärmningen, men i nuvarande språkbruk är i allmänhet en mänsklig inblandning underförstådd. United Nations Framework Convention on Climate Change (UNFCCC) använder begreppet "klimatförändring" för förändringar orsakade av människan och "klimatväxlingar" för andra, naturliga, förändringar. Ordet antropogen (skapad av människor) används för att beteckna global uppvärmning och klimatförändringar som orsakas av mänsklig aktivitet. När man talar om global uppvärmning och klimatförändringar brukar man skilja på väder och klimat – som har olika tidsskalor – där väder beror på de kortsiktiga förhållandena i atmosfären och kan förändras över minuter eller veckor. Klimatet å andra sidan är de långsiktiga förhållandena som rör vädret och atmosfären och brukar definieras som det genomsnittliga vädret under minst 30 års tid.
Notera att denna artikel endast handlar om den pågående globala uppvärmningen som orsakats av mänskliga aktiviteter.

## Global temperaturökning

Två årtusendens ytmedeltemperatur enligt olika rekonstruktioner och observerade värden 1880–2020.

### Historiska temperaturförändringar
Jordens klimat och den globala temperaturen har fluktuerat kraftigt historiskt. Rekonstruktioner visar att klimatkänsligheten ligger runt 8°C om man ser på förändringar som skett över de senaste 485 miljoner åren. Det har exempelvis förekommit förhistoriska episoder av global uppvärmning, såsom ett värmemaximum som inträffade under epokerna Paleocen – Eocen. Under de två årtusendena som föregick 1850 anses temperaturen ha hållit sig på en förhållandevis stabil nivå, dock med fluktuationer som den lilla istiden och den medeltida värmeperioden.
Temperaturväxlingarna och tidigare klimatförändringar fortgick i naturliga cykler fram till mitten av 1830-talet, då mänsklig aktivitet började att artificiellt förstärka den befintliga växthuseffekten. Enligt beräkningar från NASA har den globala medeltemperaturen ökat med åtminstone 1,1 °C sedan 1880. Den största delen av den globala uppvärmningen har skett sedan 1975, då med en takt av ungefär 0,15 till 0,2 °C per årtionde.
Bevis på uppvärmning från lufttemperaturmätningar förstärks med ett brett spektrum av andra observationer. Det har skett en ökning av frekvensen och intensiteten av kraftig nederbörd, smältning av snö samt landis och ökad luftfuktighet. Även flora och fauna beter sig på ett sätt som går att härleda till uppvärmningen. Till exempel blommar växter tidigare på våren. En annan viktig indikator är kylningen av den övre atmosfären, vilken visar att växthusgaser fångar upp värme nära jordytan och förhindrar att den strålar ut i rymden.
Global uppvärmning avser globala medelvärden, eftersom uppvärmningen varierar beroende på geografiskt område. Uppvärmningsmönster är oberoende av placeringen av växthusgasutsläpp, eftersom gaserna kvarstår i atmosfären länge nog för att blandas jämnt mellan hemisfärerna. Sedan 1979 har temperaturerna på land ökat ungefär dubbelt så snabbt som havsytans temperatur (0,26 °C per årtionde jämfört med 0,12 °C per årtionde). Temperaturförändringar sker långsammare i haven på grund av dess mycket stora värmekapacitivitet och vattnets avdunstning. Under de senaste 50 åren har över 90 % av den minskade värmeutstrålningen från jorden lagrats i haven och därmed värmt upp dem. Resterande 10 % har smält is och värmt kontinenterna samt atmosfären. Högre temperaturer i haven driver termisk expansion som har bidragit till en tredjedel av den observerade havsnivåhöjningen sedan 2004.

### Framtida temperaturförändringar
Den globala årsmedeltemperaturen kommer att fortsätta öka även i framtiden. Alla områden på jorden kommer att bli varmare. Med en uppvärmningstakt på 0,2 °C per årtionde, vilket är nuvarande takt, så når vi en global temperaturökning på +1,5°C jämfört med förindustriell tid omkring år 2040 och +2°C omkring 2065. Oavsett hastigheten på uppvärmningen så kommer klimatförändringen att påverka klimatet i alla delar av världen och alla delar av samhället.
Klimatförändringarna kommer i framtiden att vara en fortsättning på den utveckling som vi redan kunnat konstatera. Den globala uppvärmningen kommer att fortsätta så länge som halten av växthusgaser i atmosfären ökar. Även om halten av växthusgaser i atmosfären skulle sluta öka så skulle den globala årsmedeltemperaturen fortsätta att öka med några tiondels grader till innan hav och atmosfär nått jämvikt.

### Regionala skillnader
Det norra halvklotet värms upp snabbare än det södra på grund av dess större landarea och på grund av de stora områden som täcks av snö och is på vintern (med högre temperaturer täcks mindre area av snö, vilket minskar reflektionen av solstrålning och bidrar till ytterligare uppvärmning). Arktiska temperaturer har ökat, och förutspås att under detta århundrade fortsätta öka med mer än dubbelt så mycket som resten av världen. När glaciärer och havsisar vid polerna smälter så stör det havsströmmar, vilket kan rubba klimatsystem och orsaka både ökad uppvärmning och strängare vintrar. På norra halvklotet har forskare kunnat visa att smältvatten från glaciäravsmältning i Grönland och Kanada har försvagat Atlantiska meridionala cirkulationen (Amoc), ett system med havsströmmar som inkluderar Golfströmmen. Vid 2°C uppvärmning beräknas strömmarna bli ungefär en tredjedel svagare jämfört med dess styrka på 1950-talet. På södra halvklotet skulle det innebära en snabbare uppvärmning, medan det i Europa skulle ge strängare vintrar. Norra halvklotet skulle även få försvagade monsuner i tropikerna.

### Mätmetoder
Det vanligaste sättet att mäta den globala uppvärmningen är förändringar av den globala medeltemperaturen i den lägre troposfären nära jordens yta. Paradoxalt nog innebär en förstärkt växthuseffekt att troposfären värms upp, medan de yttre delarna av jordens atmosfär kyls ned. År 2009–2018 var medeltemperaturen i troposfären 0,93 ± 0,07°C högre än mellan åren 1850 och 1900.

## Orsaker till den globala uppvärmningen

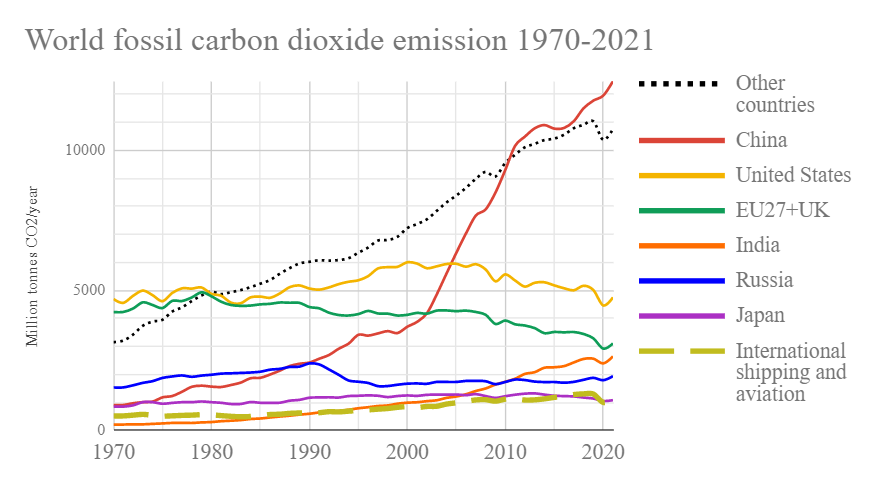
Världens CO_{2}-utsläpp från fossila källor sedan 1970 (bl.a. för de sex länder och konfederationer som släppte ut mest).

Klimatforskarna är överens om att temperaturen på jorden ökar, och att det beror på mänsklig påverkan. I IPCC:s sjätte rapport från 2021 slås fast att "det är otvetydigt att mänsklig påverkan har värmt upp atmosfären, havet och landmassan". Huvudsakligen sker detta genom utsläpp av växthusgaser från förbränning av fossila ämnen som olja, kol och fossil gas. Luftföroreningar – särskilt vissa kortlivade föroreningar som sot, metan och marknära ozon – och avskogning påverkar den globala uppvärmningen.

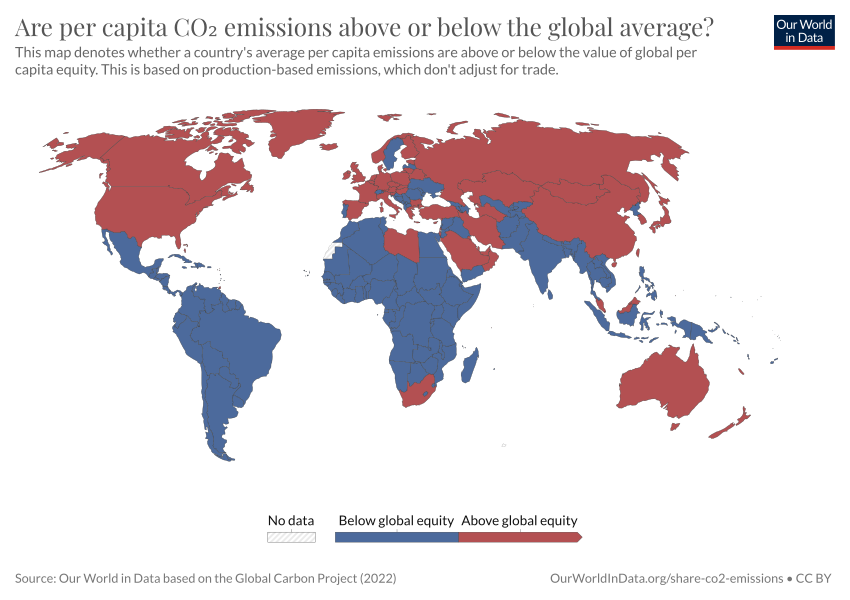
Koldioxidutsläpp från produktion av varor per capita och land, i förhållande till det globala genomsnittet per capita.

Den globala uppvärmningen kan också förstärka sig själv, genom återkopplingseffekter. Ett exempel på en bidragande faktor för värmebalansen är reflexionsförmågan (albedo) från snö och ismassor: När jordytan värms upp, leder det till att ismassorna vid polerna smälter. När isen smälter, tar land och vatten dess plats. Både land och vatten har mindre reflektionsförmåga än is (eftersom de är mörkare) och kommer att absorbera en större del av solenergin. Detta leder till uppvärmning, vilket i sin tur leder till ökad issmältning, och så vidare.
På grund av havens värmekapacitivitet och massa har de en större förmåga att lagra värme jämfört med luft eller land, något som påverkar det globala klimatet. Även om utsläppen av växthusgaser skulle nå nettonollutsläpp, så skulle haven – särskilt de djupare delarna av haven – under lång tid fortsätta att värmas upp, en process som sannolikt kan pågå under tusentals år. Det innebär att haven har en stor påverkan på när klimatet kan komma att uppnå en ny jämvikt.

### Växthusgaser

Schematisk skiss av energiflödet mellan rymden, atmosfären och jordens yta. Värdena är uttryckta i watt per kvadratmeter (W/m²).

Nivån av koldioxid i atmosfären sedan 1958, uppmätt vid Mauna Loa, Hawaii.

Atmosfärens växthusgaser släpper igenom inkommande kortvågig strålning från solen men absorberar delvis den långvågiga värmestrålning som jorden sänder ut i form av svartkroppsstrålning, något som värmer upp jordens lägre atmosfär. Detta är den välkända växthuseffekten som upptäcktes av Joseph Fourier på 1820-talet och undersöktes kvantitativt första gången av Svante Arrhenius år 1896.
Naturligt förekommande växthusgaser i atmosfären har en värmande effekt på atmosfären med i genomsnitt 33 °C. Den viktigaste växthusgasen är vattenånga som står för mellan 36 och 70 procent av den totala växthuseffekten. De främsta växthusgaserna i övrigt är koldioxid (CO2) som orsakar 7–26 procent, metan (CH4) med 4–9 procent och ozon (O3) som orsakar 3–7 procent av växthuseffekten.
Koncentrationerna i atmosfären av koldioxid och metan har ökat med 36 procent respektive 148 procent sedan tiden före den industriella revolutionen omkring år 1750. Nuvarande nivåer är avsevärt högre än vid någon annan tidpunkt under de senaste 650 000 åren, vilket är den tidsrymd som forskarna har kunnat ta fram pålitligt dataunderlag genom arktiska och antarktiska isborrningar. Med mindre träffsäkra geologiska undersökningar har man visat att den senaste gången koncentrationen av koldioxid har varit högre än idag troligen var för ungefär 20 miljoner år sedan. År 2000 uppskattades ungefär tre fjärdedelar av de antropogena utsläppen av koldioxid under de föregående 20 åren ha kommit från förbränning av fossila bränslen. Kvarstoden av människoorsakade utsläpp kom övervägande från ökad markexploatering, främst avskogning.

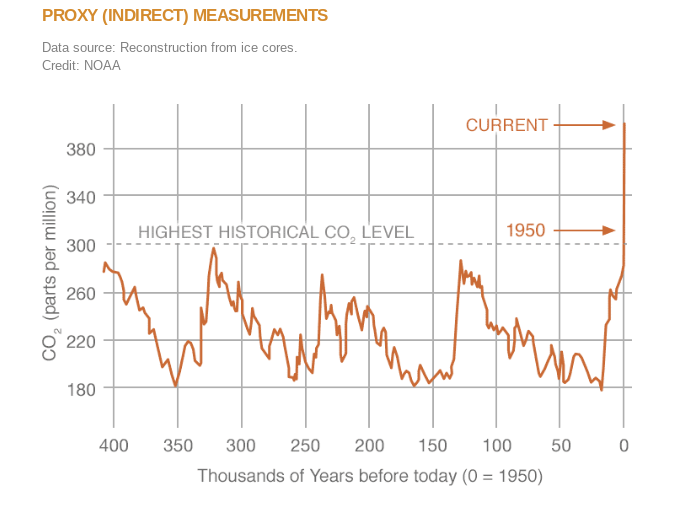
Mätningar av koldioxid-nivåer i atmosfären under de senaste 400 000 åren, genom att t.ex. undersöka isborrkärnor.

De längsta oavbrutna instrumentella mätningarna av koldioxidhalter inleddes i mars 1958 på den hawaiianska vulkanen Mauna Loa. Sedan dess har forskare uppmätt en ökning på 34 %. De inledande mätningarna visade 315 ppm, att jämföra med en koldioxidhalt på över 385 ppm 2009 och 422 ppm i oktober 2024.
Koldioxidhalten varierar även naturligt i takt med årstidernas växlingar och mellan olika platser. På det norra halvklotet börjar koldioxidhalten öka under hösten och vintern när träden tappar sina löv, vilka bryts ner och avger koldioxid. Halten fortsätter öka under den tidiga våren när marken värms upp, vilket även det avger koldioxid. I takt med att växter vaknar till liv och fotosyntesen aktiveras så tar växterna upp koldioxid från atmosfären. Växtcykelns effekt på koldioxidhalten är större på norra halvklotet än det södra, eftersom det finns mer vegetation på det norra halvklotet.
Koldioxidhalten fortsätter för närvarande stadigt öka, men hur kurvan kommer att se ut framöver är beroende av den framtida ekonomiska, sociologiska och teknologiska utvecklingen. IPCC-rapporten Special Report on Emissions Scenarios framställde ett antal scenarier där man försöker beräkna framtida koldioxidhalter. De olika scenarierna ger värden från 541 till 970 ppm år 2100. Enligt IPCC räcker jordens tillgångar på fossila bränslen för att nå dessa nivåer till 2100 om kol, oljesand och metanklatrater utnyttjas i stor utsträckning.

### Aerosoler och moln
Luftföroreningar, i form av aerosoler, påverkar klimatet. Från 1961 till 1990 observerades en gradvis minskning av mängden solljus som nådde jordens yta. Fenomenet berodde på luftföroreningar från förbränning av biobränslen och fossila bränslen. På grund av ökad rökgasrening har mängden aerosoler minskat sedan 1990, vilket betyder att de inte längre reflekterar lika mycket inkommande solstrålning.
Medan aerosoler vanligtvis begränsar den globala uppvärmningen genom att reflektera solljus, kan svarta kolpartiklar i sot bidra till den globala uppvärmningen när det faller på snö eller is. Detta ökar inte bara absorptionen av solljus, utan ökar också issmältning och havsnivåhöjningen. Beroende på hur sotet interagerar och blandar sig med sulfataerosoler har det beräknats att partiklarna kan ge upphov till en global uppvärmning mellan 0,2 °C och 0,37°C. Aerosolerna påverkar även tjockleken på molnlager på låga och mellanhöga altituder, vilket i sin tur kan påverka strålningsdrivningen på jordytan.

### Landanvändning
Människor förändrar jordens yta främst för att skapa mer jordbruksmark. Mängden skogbevuxen mark fortsätter att minska, till stor del på grund av omvandling till åker- och betesmark i tropikerna. En levande skog fungerar som en kolsänka och tar upp mer växthusgaser än den släpper ut. Avskogning har därför stor påverkan på den globala uppvärmningen.
Förändringar i markanvändningen påverkar inte bara upptaget av växthusgaser. Beroende på mängden träd och storleken på skogar i olika regioner, så varierar den lokala kyleffekten från den fukt som avdunstar från vegetationen. Trädens avdunstning har också en effekt på den globala uppvärmningen på så vis att vattenånga från träden hjälper moln att formas lägre ner i atmosfären. Molnen påverkar i sin tur klimatet genom att de reflekterar tillbaka solstrålning ut i rymden. Samtidigt kan skogar och träd leda till en mörkare landyta, vilket innebär att mer solenergi absorberas och i sin tur kan påverka uppvärmningen av klimatet.

### Återkopplingseffekter
Den globala temperaturhöjningen kan accelerera eller sakta in som en konsekvens av återkopplingseffekter i klimatet. Dessa kan vara förstärkande/förvärrande (positiv återkoppling) eller försvagande (negativ återkoppling). Förstärkande återkopplingseffekter är exempelvis förlust av snö och is som reflekterar solljus, eller ökad mängd vattenånga i atmosfären. Vattenånga som samlas i vattendroppar och iskristaller bildar däremot moln som kan reflektera solljus tillbaka ut i rymden och därmed försvaga växthuseffekten.

#### Förvärrande faktorer
Den globala uppvärmningen leder till att stora områden i Sibirien, som länge legat i permafrost, nu börjar att tina. När permafrost släpper, kan organiskt material som varit nedfruset frigöras och börja brytas ner. Detta bidrar till utsläpp av växthusgaser som frigörs i nedbrytningsprocessen, inte minst den kraftfulla växthusgasen metan. En annan faktor som kan förstärka uppvärmningen är att ett varmare klimat leder till minskade ytor täckta med snö och is, som reflekterar en stor del av den inkommande solstrålningen. Det blir på många håll kortare tid per år med snö- och istäcke. Om snön och isen försvinner, så träffar strålningen istället marken vars permafrost upphör när den värmts upp.
Av de förvärrande faktorerna bekymrar sig klimatforskarna allra mest för en framtida upptining av permafrosten i Arktis. Man beräknar att det i den permafrosten finns cirka 1 000 miljarder ton koldioxid bundet i organiskt material. Därtill tillkommer cirka 70 miljarder ton metan i norra Sibirien som är en mycket starkare växthusgas än koldioxid. Permafrosten har varit intakt ända sedan senaste istiden avslutades för 10 000–11 000 år sedan och den anses binda mer växthusgaser än vad världens träd och växter gör tillsammans. De senaste åren har det kommit tecken på att permafrosten redan har börjat tina och det kan bli förödande för jordens klimat. Ökar jordens medeltemperatur med över 2,0 grader kan en fortsatt upptiningsprocess bli oåterkallelig. Det globala klimatet kan hamna i en spiral där uppvärmningens hastighet accelererar allteftersom mer och mer av permafrosten tinar, oavsett vad människorna gör. Processen blir med andra ord självförstärkande. Skulle människan misslyckas med att minska utsläppen markant beräknas den tinande permafrosten att så småningom varje år avge mer växthusgaser än alla flygplan, bilar och båtar gör tillsammans.
En studie som genomförts av svenska och holländska forskare och som presenterades i slutet av juli 2009 visade att mycket talar för att även stora torvmossar också kommer att släppa ut stora mängder koldioxid när klimatet blir varmare. Allra känsligast är de mossar som finns i subarktiska områden som till exempel norra Norrland. Redan vid en grads uppvärmning (globalt genomsnitt) kommer enligt studien enbart mossarna på Nordkalotten att släppa ut upp till 100 miljoner ton koldioxid varje år. Värdet motsvarar ungefär 10 % av EU-ländernas totala utsläpp under ett år.
Ett annat orosmoment är de stora mängder metanhydrat som finns lagrade som klatrat framför allt under oceanerna. Metanhydrat är fruset vatten som har fångat metangas i burliknande kristallstrukturer. Då metanhydrat formas vid högt vattentryck och låga temperaturer riskerar den globala uppvärmningen att destabilisera molekylerna i metanhydrat, vilket skulle släppa lös metan. Till viss del kan vatten lösa metan, men särskilt vid grundare vattendjup riskerar metan att slippa ut i atmosfären. Eftersom metan är cirka 20 gånger kraftigare växthusgas än koldioxid, skulle det potentiellt kunna öka den globala uppvärmningen.

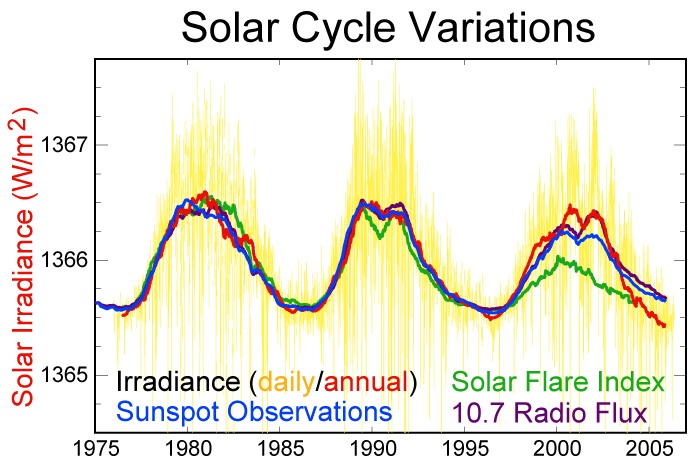
Växlingar i solinstrålningen under en 30-årsperiod. Variationen är mindre än ±1 promille av genomsnittet.

Ökad förekomst av skogsbränder är också en faktor som kan förvärra uppvärmningen.

### Andra teorier
Andra hypoteser och teorier har försökt förklara den globala uppvärmningen, däribland:
- Mönster av solinstrålning och solvariationer har varit en viktig drivkraft för klimatförändringar under årtusenden i den geologiska tidsskalan, men dess roll i den globala uppvärmningen har visat sig vara marginell.[10]
- Att varierande kosmisk strålning skulle påverka molntäcket genom att kondensationskärnor bildas.[72] Under solfläcksmaximum, då solens magnetfält är starkast och solvinden mest intensiv, är den kosmiska strålningen in mot jordatmosfären som svagast.
- Att nuvarande temperaturmätningar skulle vara felaktiga, påverkade av fenomenet urbana värmeöar.[73]

## Effekter av ett varmare klimat

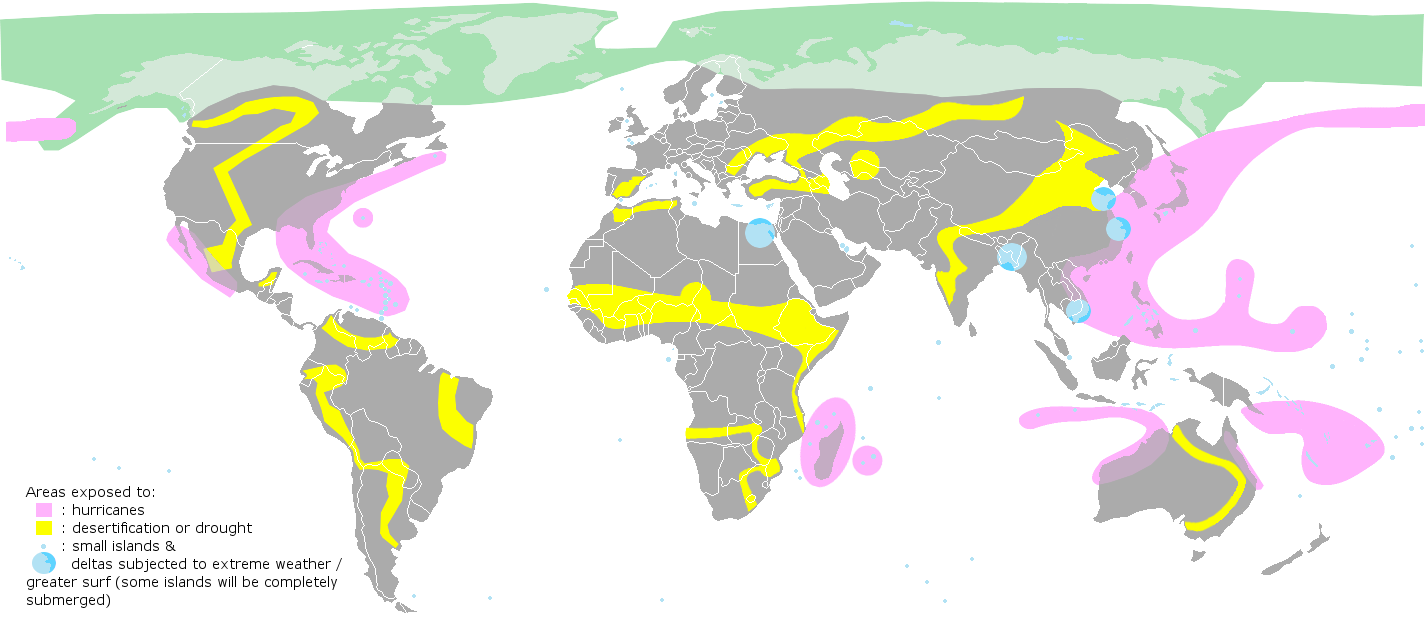
Schematisk karta från 2011 över områden som riskerar naturkatastrofer orsakade av klimatförandringer. Tidigare trodde man att många klimatflyktingar skulle fly därifrån, men de stannar ofta i närområdet som internflyktingar.
Rosa: orkaner. Gul: ökenspridning och torka. Blå: översvämningar.

Såväl de nuvarande effekterna som de förväntade framtida följderna av en global uppvärmning är många och varierande, både för den naturliga miljön och för den mänskliga civilisationen. Effekter kan visa sig som höjning av havsnivån, följder för jordbruket, förtunning av ozonlagret, fler och längre perioder med extrem nederbörd, minskning av öknar, minskning av torkperioder och ökad spridning av sjukdomar. På vissa av dessa områden syns effekterna idag, medan det på andra områden handlar om förväntade framtida effekter. När det gäller specifika och enskilda väderfenomen kan det vara svårt att avgöra i vilken utsträckning de orsakas av den globala uppvärmning, även om den samlade utvecklingen och längre trenden är tydlig. Som ett exempel har det eventuella sambandet mellan tropiska cykloner och global uppvärmning varit omdebatterat. Under 2021 publicerades en rapport som argumenterade för att det var sannolikt att den globala uppvärmningen leder till starkare tropiska cykloner.

### Nederbörd
Den globala årsnederbörden förväntas öka med två procent för varje grad av global uppvärmning. Antagandet bygger på en övergripande förstärkning av vattencykeln när atmosfären värms upp och därmed kan hålla mer vattenånga.
Fördelningen av var nederbörden faller och när den kommer förändras av global uppvärmning. Vissa områden kan få betydligt mer nederbörd och andra betydligt mindre. Den globala uppvärmningen förväntas göra att redan fuktiga områden (tropikerna och höga latituder) får ökad nederbörd, medan torrare områden (de subtropiska zonerna) får minskad nederbörd. Nederbörden förväntas också falla mer koncentrerat i kortare perioder med kraftiga regn, vilket ökar risken för översvämningar i vissa områden samtidigt som andra kan uppleva förlängda torrperioder.
I Sverige förväntas årsnederbörden öka till följd av global uppvärmning. Den största ökningen förväntas i södra och västra Sverige, medan vissa delar av norra Sverige kan se en något mindre, men ändå betydande, ökning. Vintrarna i Sverige förväntas bli blötare, medan somrarna kan bli mer varierande, det vill säga både blötare och torrare.
Dessa förändringar i det hydrologiska systemet påverkar tillgången till sötvatten. Små förändringar i fördelningen geografiskt och i tid av den lilla andel av sötvattnet som är aktivt i vattencykeln kan få stora effekter på risken för vattenbrist, eftersom det är just detta cirkulerande vatten som är tillgängligt och förnybart för ekosystem, jordbruk, industrier och hushåll.
Förenklat kan man säga att många regioner som redan har (perioder med) vattenbrist kommer att uppleva ökad vattenbrist till följd av global uppvärmning, medan regioner utan vattenbrist kommer att få ännu större tillgång till sötvatten.

### Extremväder
Extrema väderhändelser kan avse antingen väderhändelser som förekommer mycket sällan under en given period eller väderhändelser med mycket stor och kännbar påverkan på samhället eller miljön. I det senare fallet definieras extremväder utifrån de gränser som samhälle och miljö klarar utan att en allvarlig påfrestning uppstår.
Den globala uppvärmningen ökar både sannolikheten för värmeböljor och hur allvarliga de blir när de väl inträffar. Högre genomsnittstemperaturer i grunden gör att värmeböljorna får större skadeverkningar. I ett varmare klimat förändras även vädermönster och hur luftströmmar cirkulerar, vilket kan leda till att högtryck dröjer sig kvar längre i vissa områden, något som i sin tur kan skapa förutsättningar för att värmeböljor ska uppstå. Ett varmare klimat innebär att det finns mer energi i atmosfären till avdunstning och olika typer av rörelser i atmosfären. En varmare atmosfär kan dessutom hålla större mängder vatten. Tillsammans med avdunstningen ger det här ett häftigare kretslopp för vattnet, vilket kan ge upphov till större mängder regn och mer intensiv nederbörd. Varmare tropiska hav kan även leda till fler och kraftigare orkaner. Det förändrade mer intensiva vädret skadar människor och djur, såväl som infrastruktur och jordbruk.

### Jordens ekosystem

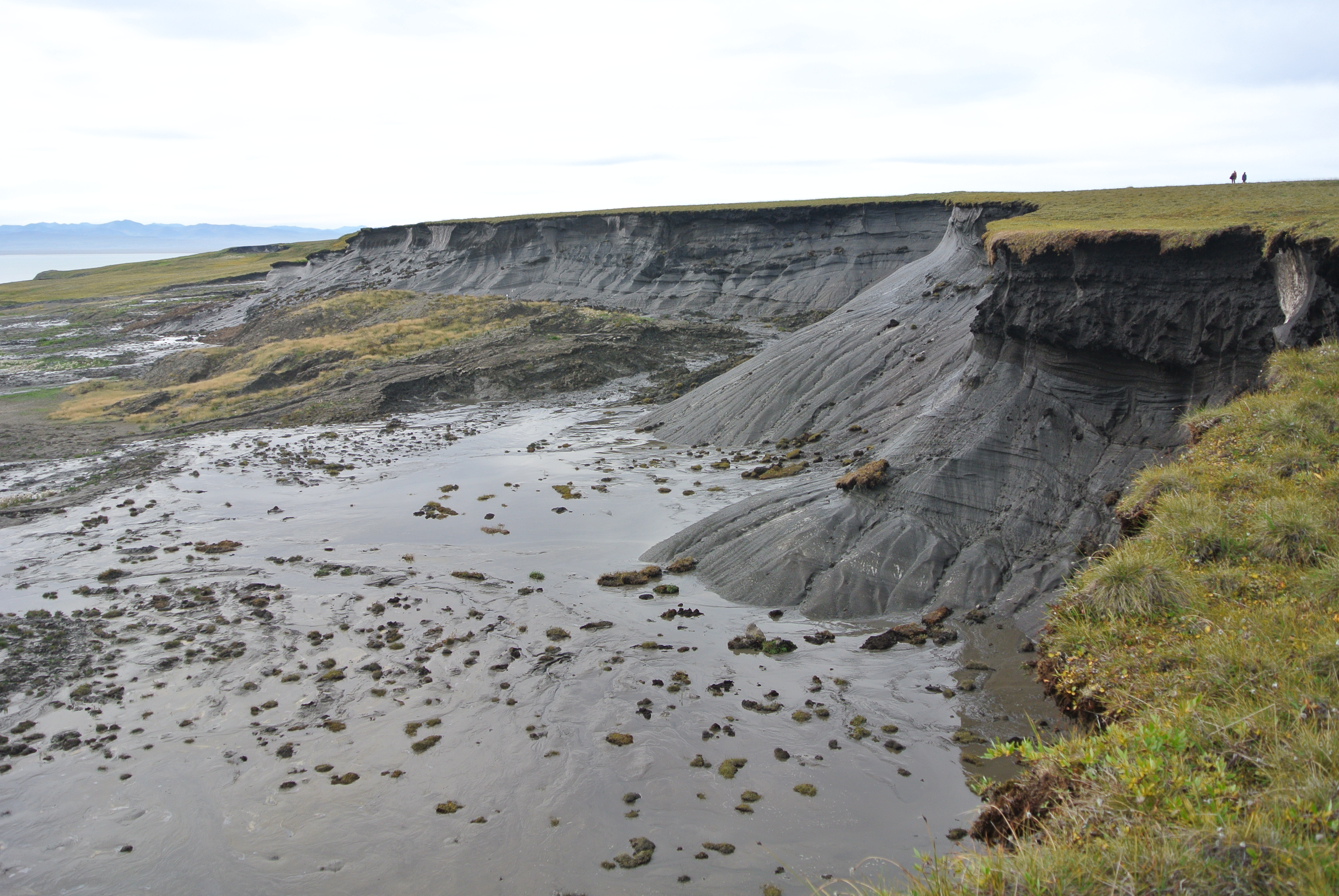
Område med permafrost på Herschel Island, Kanada, som har drabbats av den globala uppvärmningen.

Både direkta och indirekta effekter av den globala uppvärmningen – som stigande temperaturer, förändrade snö- och isförhållanden, stigande havsnivåer och väderförändringar – kan få effekter inte bara för människan, utan påverkar en rad processer som i sin tur styr hela ekosystems struktur och funktion. Djur- och växtlivet kan komma att tvingas till anpassningar då deras naturliga miljö förändras. Vissa arter kan trivas och frodas, medan andra kan tvingas till förflyttning eller i värsta fall bli utrotade om inte stora mänskliga insatser görs. Om årstidernas rytm rubbas kan detta ge konsekvenser i form av tidigare eller senare migrationsdatum för flyttfåglar, vilket i sin tur kan göra att balansen mellan rovdjur och bytesdjur förändras. Återkommande tö- och frostväxlingar gör att isbildningen ökar nära marken och gör att vissa arters födotillgång försämras. Områden med permafrost väntas också minska och istället övergå till myrmarker. Klimatexperter är oroliga för att stora mängder metangas frigörs när tundraområden töar, vilket i sin tur ytterligare förstärker växthuseffekten.
En höjd global temperatur kommer att påverka ekosystem på höga berg, som är mycket känsliga för ett varmare klimat. Trädgränsen kommer att flytta högre upp och vegetationen förändras både ovanför och nedanför trädgränsen. Forskare förutspår att bergens ekosystem kommer att påverkas vad gäller växtkraft, möjlighet att motstå störningar och i sin återhämtningsförmåga. Andra vegetationszoner, som tempererade gräsmarker riskerar att ersättas av subtropiska områden. Detta skulle sannolikt leda till störningar i jordbruket, ekosystemtjänster och medföra en större risk för spridning av sjukdomar som denguefeber och snäckfeber.

### Glaciärer och havsnivån

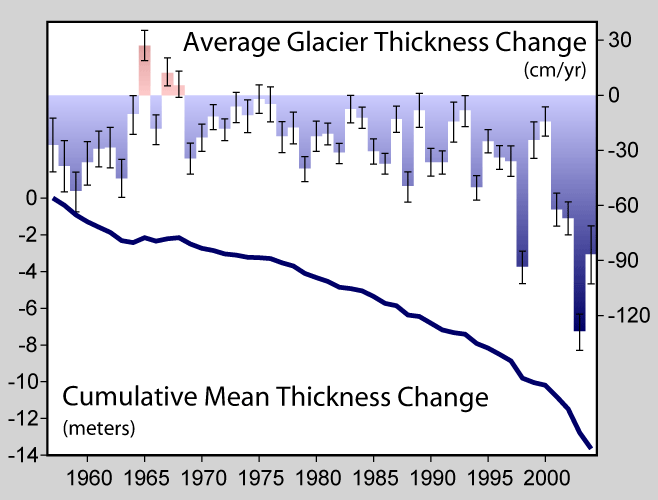
Glaciärers viktbalans mellan 1945 och 2003, enligt WGMS och NSIDC. Kurvan visar att trenden med negativ nettobalans fortsätter.

Global uppvärmning har lett till en negativ nettobalans för världens glaciärer. Glaciärerna smälter och krymper världen över.
En artikel från 2021 i tidskriften Nature visade att världens glaciärer – utöver glaciärerna på Grönland och på Antarktis – mellan åren 2000 och 2019 hade tappat 267 gigaton i massa genom avsmältning. Glaciärernas avsmältning hade också accelererat från år till år. Accelerationen för glaciärernas avsmältning var lika stor eller snabbare än avsmältningen på Grönland och i Antarktis. Mellan 2000 och 2019 har havsnivåhöjningen legat på 3,56 ± 0,4 mm per år, och accelererat. Samtidigt kunde artikeln också visa att glaciärsmältningen står för mellan 18 och 24% av den uppmätta havsnivåhöjningen.
Avsmältning leder till förhöjd havsnivå och sämre tillgång på färskvatten. I sin sjätte sammanfattande rapport från 2021 kunde IPCC slå fast att havsnivån i genomsnitt har ökat med 20 cm från 1901 till 2018. IPCC 2021 kunde även säga att mänsklig aktivitet sedan 1971 med stor sannolikhet (över 90%) har varit den huvudsakliga orsaken till havsnivåökningen. I en specialrapport publicerad 2019 slår IPCC fast att med ett lågutsläpps-scenario (kallat RCP2.6) där utsläppen av koldioxid kulminerar 2020, så förväntas havsnivån år 2100 att ha höjts med 43 cm (osäkerhetsintervall mellan 29 och 59 cm höjning) jämfört med medelhavsnivån 1986–2005. Med ett högutsläppsscenario, där vi fortsätter att släppa ut stora mängder koldioxid, så förväntas havsnivån höjas med 84 cm (osäkerhetsintervall mellan 0,61 och 1,10 m höjning) fram till år 2100. Prognoserna för havsnivåhöjningen åsätts av IPCC en sannolikhet på 66 procent eller högre.
Baserat på historiska förändringar i havsnivån har forskare gjort beräkningar som visar på en havsnivåhöjning med cirka 1,3 m nästa århundrade. Ett annat forskarteam som försökt modellera isarnas dynamiska smältning tror att cirka 0,8 m havsnivåhöjning till år 2100 är troligast.

### Hälsoeffekter och sjukdomar
Nuvarande och förväntade effekter av ett varmare klimat på undernäring, värmestress och sjukdomar har lett till att Världshälsoorganisationen har förklarat klimatförändringarna som det största hotet mot den globala hälsan under 2000-talet.

## Klimatpolitik

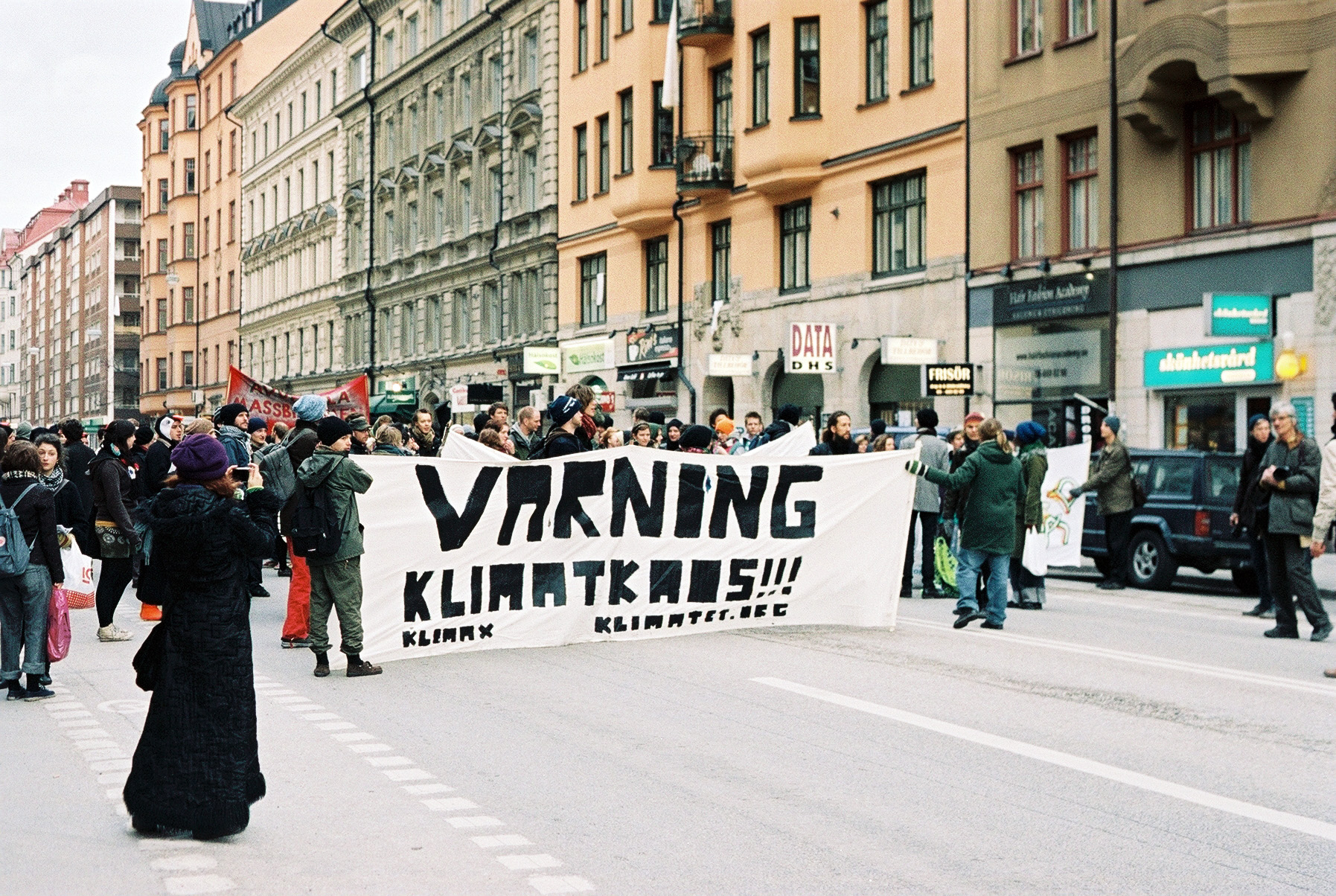
Demonstration i Stockholm mot global uppvärmning, 28 april 2008.

Klimatpolitik är åtgärder och strategier som politiska styren, internationella organisationer och vissa andra aktörer utvecklar och implementerar för att hantera klimatförändringarna. Målet för klimatpolitiken är att minska utsläppen av växthusgaser, begränsa den globala uppvärmningen och anpassa samhällen till de effekter som förändringar i klimatet förväntas medföra. Politiken genomförs genom lagstiftning, ekonomiska styrmedel, internationella avtal och teknologisk utveckling. Viktiga inslag i klimatpolitiken är Parisavtalet och andra globala överenskommelser, nationella mål för minskade utsläpp och initiativ för att främja fossilfri energi och klimatsmart teknologi.
Engagemanget för klimatpolitik har vuxit kraftigt sedan slutet av 1900-talet, drivet av bland annat IPCC:s rapporter. Opinionsbildare, ungdomsrörelser och trycket från vetenskapliga organisationer har även påverkat. Media har haft en avgörande roll i att sprida information och forma opinionen, bland annat genom att uppmärksamma vetenskapliga rön, klimataktivism och politiska beslut. Sociala medier har också spelat en viktig roll i att mobilisera och engagera många, särskilt yngre människor.
Samtidigt har mindre motrörelser med klimatskeptiker vuxit fram, som har ifrågasatt klimatvetenskapens konsensus och prognossäkerhet, eller pekat på att klimatpolitiska åtgärder utgör hot mot ekonomisk välstånd och individuella friheter. Det har bidragit till att polarisera debatten om klimatpolitiken.

### Begränsning av den globala uppvärmningen
Det råder stor enighet om att om världen ska nå målet om 1,5 °C uppvärmning kommer det att krävas omfattande åtgärder och förändringar inom alla samhällssektorer.
Klimatbegränsande åtgärder är insatser som syftar till att begränsa eller reversera den globala uppvärmningen. Det kan till exempel ske genom att minska utsläpp av växthusgaser eller genom att öka kapaciteten hos kolsänkor att absorbera växthusgaser från atmosfären. Utsläpp av växthusgaser kan minskas genom olika åtgärder, såsom energibesparing och ökad energieffektivitet, användning av energiteknik med låga koldioxidutsläpp, såsom förnybara energikällor, kärnenergi och geologisk lagring av koldioxid, och koldioxidsnåla byggnader och transporter. Mängden växthusgaser i atmosfären kan också minskas genom att förbättra kolsänkor till exempel genom skogsplantering och att förhindra avskogning.
FN:s miljöprogram UNEP pekar ut sex sektorer som särskilt viktiga: energi, industri, jordbruk och matproduktion, skogsbruk, transport och byggande.
Inom energisektorn menar FN att det behövs starkare incitament för förnyelsebar energi och att länder behöver anta nationella mål för minskade utsläpp av växthusgaser. Industrin behöver effektivisera sin energiförbrukning och stater behöver sätta pris på användningen av kol och fossila bränslen. För jordbruket gäller det att minska matsvinnet, att äta mer växtbaserad mat (vegetarisk/vegansk mat) och att använda sig av hållbara jordbruksmetoder. Inom skogsbruket framhåller FN vikten av att stoppa avverkningen av skog, att återförskoga områden som avverkats och att skydda skog och ekosystem genom naturreservat. Gällande transportsektorn framhålls vikten av att använda klimatsnåla alternativ som elbilar, ellastbilar och tåg, att förbättra möjligheterna till gång- och cykeltrafik, samt att utnyttja möjligheterna till distansarbete. För byggnader förespråkar FN bl.a. att äldre byggnader renoveras, att uppvärmning och nedkylning effektiviseras och att länder anammar en koldioxidneutral byggnadsstandard.
I en rapport från Citibank från 2015 drogs slutsatsen att övergången till en ekonomi med låga koldioxidutsläpp skulle ge en positiv avkastning på investeringarna.

### Klimatanpassning
Anpassning av samhällen till de konsekvenser som ett varmare klimat medför kallas för klimatanpassningsåtgärder. Klimatanpassning kretsar kring att stärka anpassningsförmåga och motståndskraft i samhällen mot följderna av den globala uppvärmningen. Det kan bland annat handla om att stärka naturligt förekommande processer i form av ekosystemtjänster som renar luft och vatten eller hjälper till att reglera värme och fånga upp vatten vid kraftiga regnoväder. I jordbruket kan det handla om att ställa om till att odla grödor som är bättre anpassade till de nya förutsättningarna, medan det i andra sammanhang kan handla om mer effektiv informationsdelning, till exempel om förhöjd risk för framtida översvämningar.

### Internationella avtal
Den globala uppvärmningen har debatterats sedan 1990-talet. FN:s klimatkonferenser har samlat världens högsta ledare för att sluta avtal om en begränsning av utsläpp av växthusgaser, bland annat i Kyoto 1997, Köpenhamn 2009, Paris 2015 och Glasgow 2021. Vid klimatkonferensen i Paris slöts Parisavtalet där världens länder kom överens om att hålla den globala uppvärmningen under 2 °C och sträva efter att begränsa den till 1,5 °C. Nuvarande nationella åtaganden enligt Parisavtalet är dock otillräckliga för att nå det målet. En rapport från FN:s miljöprogram 2020 förutspådde att den globala uppvärmningen skulle bli över 3,0 °C i slutet av 2000-talet. Att begränsa uppvärmningen till 1,5 °C skulle kräva att världens länder till 2030 drar ner på utsläppen från den 2020 förväntade nivån 59 gigaton koldioxidekvivalenter (GtCO2e) till cirka 25 GtCO2e.

### Klimaträttvisa

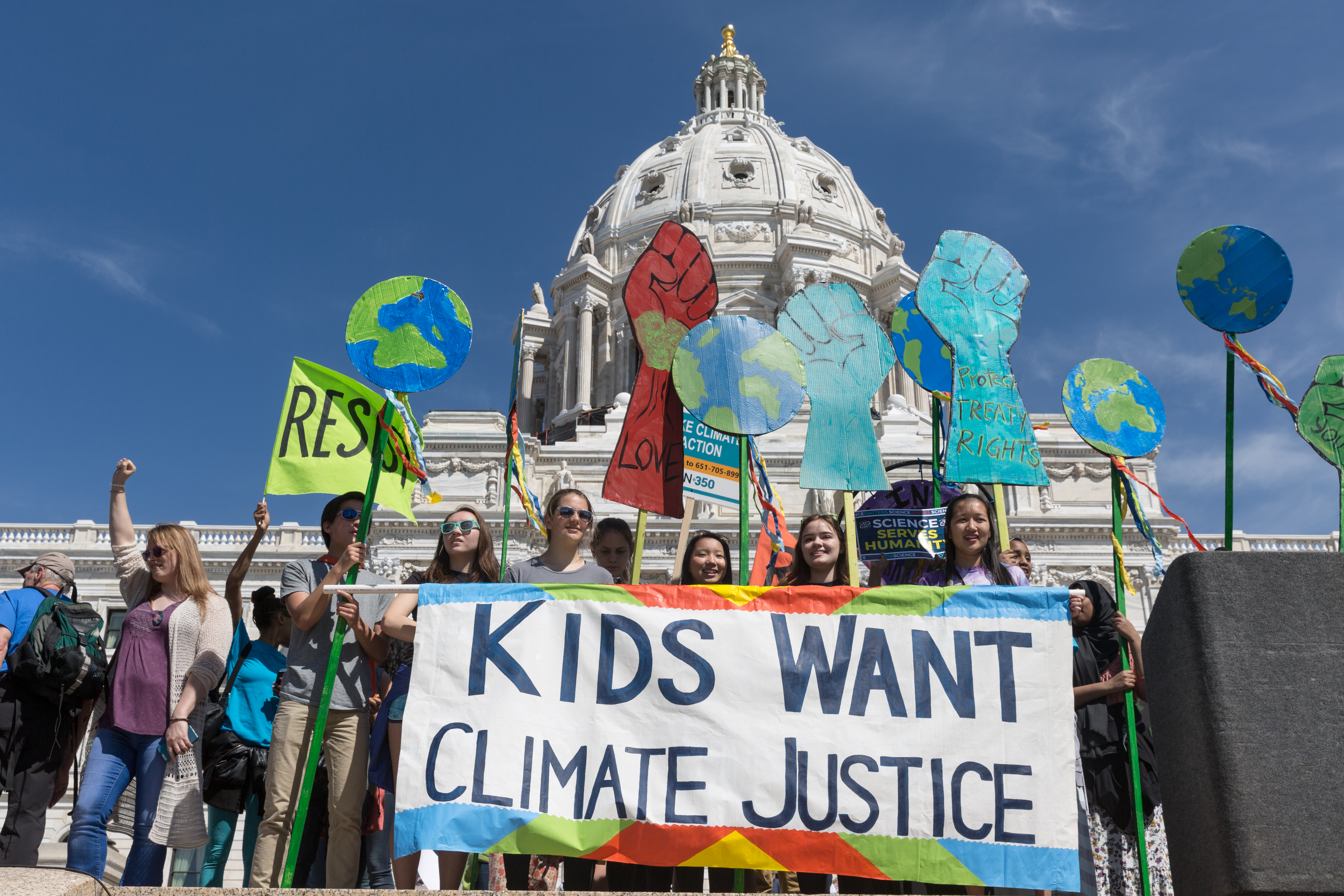
Demonstration för införandet av klimaträttvisa.

Klimaträttvisa fokuserar på förhållandet att konsekvenserna av den globala uppvärmningen påverkar olika delar av världen olika. Redan observerade effekter av den globala uppvärmningen, samt prognoser över framtida konsekvenser, visar att konsekvenserna av den globala uppvärmningen sannolikt kommer bli kraftigare i utvecklingsländer i det globala syd – särskilt i Afrika och Asien – än i andra delar av världen. En aspekt av klimaträttvisa som har lyfts är att höginkomstländer står för en betydligt större andel av de ackumulerade utsläppen av växthusgaser än låginkomstländer (59 %, respektive 0,57% år 2021). Protester och politiska rörelser som har fokuserat på klimaträttvisa har sedan 1970-talet växt fram ur både miljörörelsen, ur den politiska vänstern och ur rörelser för urfolks rättigheter. Urfolk i olika delar av världen har lyft sin sårbarhet som redan marginaliserade grupper och pekat på hur global rättvisa kan kopplas till miljö- och klimatproblem.

## Klimatforskning

### Klimatmodeller
Ett antal klimatmodeller har sedan FN:s klimatpanel IPCC:s första rapport 1990, återkommande använts och utvärderats av klimatforskare för att förstå klimatsystemet och försöka förutspå den fortsatta uppvärmningen. De olika modellerna motsvarar olika scenarier för hur länge mänskligheten kommer att fortsätta att öka utsläppen av växthusgaser, och hur omfattande klimatpolitiska åtgärder kommer att genomföras. En modells variation i prognostierad klimatuppvärmning beror på osäkerheter gällande klimatkänsligheten, det vill säga vilken påverkan olika koncentrationer av växthusgaser får samt styrkan på de återkopplingseffekter som antingen kan förstärka eller försvaga en uppvärmning. De flesta modeller fokuserar på perioden fram till år 2100, men på grund av havens stora värmekapacitivitet samt koldioxidens långa livstid i atmosfären förväntas jordens temperatur fortsätta stiga efter detta datum även om utsläppen upphör.

### Hur eniga är forskarna?
IPCC:s slutsats att den globala uppvärmningen är orsakad av människor (antropogen) utgör rådande konsensus bland klimatforskare. IPCC:s sjätte rapport 2021 slog fast att det är otvetydigt att mänsklig påverkan har värmt upp klimatsystemet.
Även bland de metastudier som har gjorts kan man se att det över åren är fler och fler forskare som har ställt sig bakom slutsatsen att: 1) jorden värms upp globalt, och 2) den globala uppvärmningen är orsakad av människor. Enigheten har ökat från cirka 75% i Naomi Oreskes studie 2007 upp mot 100% av forskarna i James Powells studie från 2019. Bakgrunden till detta påstående hämtas från följande artiklar och enkäter:
- I en artikel som James Powell publicerade 2019 presenterade han en metastudie på 11 602 referentgranskade artiklar med nyckelorden "climate change" och "global warming". Från materialet och urvalet drog Powell slutsatsen att samtliga artiklar stödde tanken att den globala uppvärmningen är huvudsakligen orsakad av människor, så kallad antropogen global uppvärmning. Enligt Powells studie fanns det alltså en konsensus eller enighet bland forskarna på 100%.[120]
- I en artikel från 2013 gjorde John Cook med flera en kvantitativ analys av 11 944 sammanfattningar från vetenskapliga artiklar som publicerats mellan 1991 och 2011 inom ämnena "global klimatförändring" ("global climate change") och "global uppvärmning" ("global warming"). De fann att av de sammanfattningar som uttryckte en åsikt i frågan så stödde 97,1 % slutsatsen att den globala uppvärmningen är orsakad av människor.[121]
- Naomi Oreskes, professor på University of California i San Diego, publicerade 2004 en studie i tidskriften Science där hon undersökte sammanfattningarna av de 928 vetenskapliga artiklar i en databas över vetenskapliga artiklar som använt "global climate change" som nyckelord mellan 1993 och 2003. Av dessa stödde 75 procent explicit eller implicit konsensusuppfattningen om att uppvärmningen är antropogen. Övriga artiklar handlade om allmänna metoder eller om förhistoriskt klimat och tog därför inte ställning.[122] Oreskes sammanfattar undersökningen med att publicerade klimatforskare delar IPCC:s bedömning av uppvärmningens orsaker, medan Pat Michaels, en klimatskeptiker[123] knuten till den amerikanska tankesmedjan Cato Institute, menade att resultatet är förutsägbart och ett bevis på att klimatskeptiker inte publiceras.[124]

- Oreskes utvidgade sin analys 2007. I den sägs det att ungefär 20 % av sammanfattningarna understödde påståendet att "jordens klimat påverkas av mänskliga aktiviteter". Dessutom ansåg hon att 55 %  indirekt understödde påståendet genom att bedriva forskning om klimatets utveckling (50 %) eller hur klimatändringarna kan hanteras (5 %). De återstående sammanfattningarna avsåg historisk klimatforskning eller mättekniker.[125]

### Forskningshistoria
Forskningen om den globala uppvärmningen och angränsande forskningsområden började under 1800-talet. 1824 beskrev den franske matematikern Jean-Baptiste Joseph Fourier jordens atmosfären som ett växthus i ett försök att beskriva varför jorden behöll värme och inte var en mycket kall planet. Eunice Foote presenterade 1856 bevis för att luft innehållande koldioxid och vattenånga ledde till att luften värmdes upp. 1859 visade fysikern John Tyndall att koldioxid kunde både absorbera och hålla värme. Några årtionden senare hävdade den svenske forskaren Svante Arrhenius att förbränningen av kol, olja och naturgas släppte ut koldioxid i atmosfären och att detta så småningom skulle värma planeten. Arrhenius publicerade även beräkningar av hur stor uppvärmningen skulle bli, vilka senare visade sig vara mycket träffsäkra. På 1930-talet kopplades stigande koldioxidnivåer ännu tydligare samman med en ökning i den globala temperaturen av Guy Callendars forskning.
År 1958 påbörjade Charles David Keeling återkommande mätningar vid Mauna Loa på Hawaii av mängden koldioxid i atmosfären. När mätningarna påbörjades var koncentrationen under 320 ppm, något som i maj 2024 hade stigit till 426,89 ppm. Mätningarna har lett till en resultatserie som kallas Keeling-kurvan. På 1960-talet presenterade Syukuro Manabe resultat som visade att jordens lägre atmosfär (troposfären) värmdes upp, samtidigt som den övre atmosfären – stratosfären – kyldes ner. Resultaten pekade på att den globala uppvärmningen inte orsakades av ökad värmeinstrålning från rymden, något som skulle ha värmt upp både den övre och nedre delen av atmosfären. Istället tydde resultaten på att värmeutstrålningen från troposfären hade minskat, dvs att jordens lägre atmosfär hade ökat lagringen av värme.

## Klimatskepticism
Klimatskepticism är övertygelsen om att den globala uppvärmningen och medföljande klimatförändringar inte i huvudsak orsakas av mänskliga aktiviteter, alternativt det fullständiga avvisandet av påståendet att klimatförändringarna är verkliga. En föreslagen uppdelning är att klimatskepticism förekommer i två distinkta varianter: epistemisk skepticism och åtgärdsskepticism. Den epistemiska varianten innebär att man tvivlar på om den globala uppvärmningen är verklig och/eller orsakad av mänsklig aktivitet, medan åtgärdsskepticismen ifrågasätter om föreslagna klimatbegränsande åtgärder är effektiva för att motverka den globala uppvärmningen.
Vilka politiska åsikter, värderingar och kulturell syn på världen en person har kan åtminstone delvis förklara om någon har en klimatskeptisk övertygelse eller ej. Enligt en undersökning gjord av Ipsos 2022 fanns det inget starkt samband mellan ålder och klimatskepticism, däremot kunde man se en koppling mellan politiska sympatier å ena sidan och benägenheten till klimatskeptiska övertygelser å andra sidan. Enligt Ipsos var det vanligare att personer inom den politiska högern var mer klimatskeptiska än personer inom den politiska vänstern. De kunde även se en trend åren 2019–2022 att klimatskeptiska övertygelser blivit vanligare, samtidigt som global uppvärmning och klimatförändringar fortsatt ses som de viktigaste miljöproblemen att åtgärda.

### Vanliga klimatskeptiska teman
Det finns vissa påståenden och teman som klimatskeptiker återkommer till. Två närliggande påståenden som avfärdas av klimatvetenskapen är: 1) Klimatförändringar har alltid förekommit och 2) Klimatförändringar är en naturlig process oberoende av mänsklig aktivitet. Även om jordens klimat historiskt genomgått varmare och kallare perioder så har klimatet sedan slutet av den senaste istiden och fram till den industriella revolutionen varit relativt stabilt. Mot bakgrund av den stabiliteten finns det många fakta som visar att det skett en betydande global uppvärmning sedan den industriella revolutionen, bland annat en kraftig ökning av koncentrationen av växthusgaser i atmosfären och det faktum att jorden under 2020-talet var 1,2 °C varmare jämfört med förindustriella temperaturer. 
Genom att jämföra moderna nivåer av koldioxid, metan och lustgas i atmosfären med spår av historiska klimat - som bland annat syns i årsringar på träd och i iskärnor - är det uppenbart att människor står bakom den globala uppvärmningen. Nivåerna av koldioxid i atmosfären är de högsta på 2 miljoner år, medan metan och lustgas inte haft lika höga koncentrationer på 800 000 år som de moderna nivåerna som uppmätts. Bakgrunden är den omfattande mänskliga förbränningen av fossila bränslen som kol, olja och gas.

## Förenta nationernas klimatpanel (IPCC)
FN:s klimatpanel IPCC har sedan den inrättades 1988 sammanställt forskningsläget för klimatforskningen och publicerat flera uppmärksammade rapporter om klimatet. De rapporter som framför allt fått stor uppmärksamhet är IPCC:s sammanfattande klimatrapporter ("Assessment reports"). Dessa har publicerats 1990, 1995, 2001, 2007, 2014 och 2021.

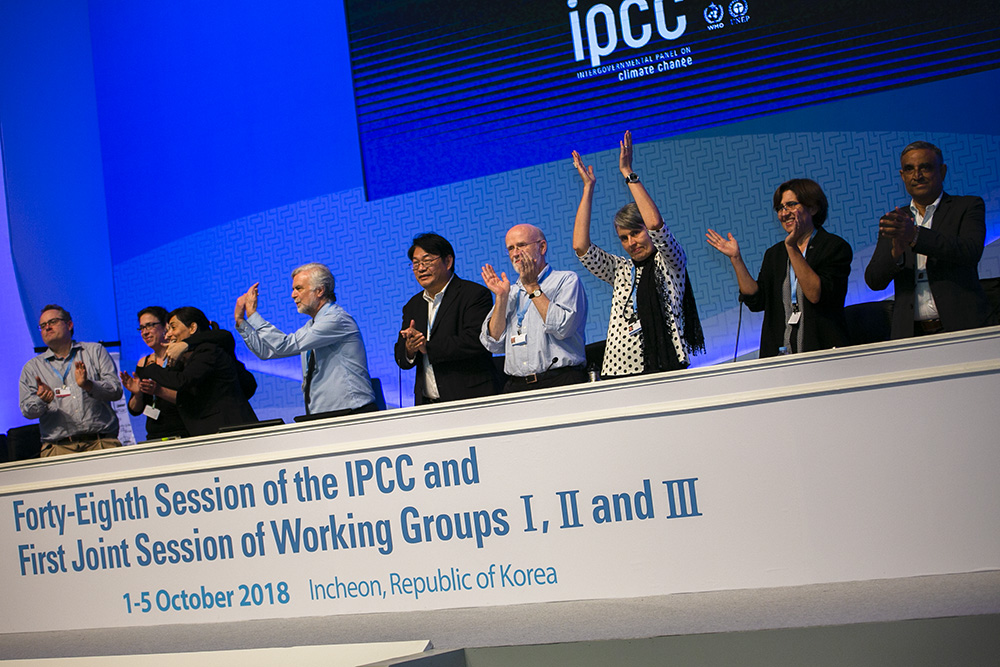
FN:s klimatpanel IPCC vid antagandet av specialrapporten om 1,5°C uppvärmning, 2018.

### IPCC 2021
I augusti 2021 presenterade IPCC sin sjätte rapport, som liksom tidigare rapporter består av flera delrapporter. I rapportens första stycke skrivs att "Det är otvetydigt att mänsklig påverkan har värmt upp atmosfären, havet och landmassan. Det har skett omfattande och snabba förändringar i atmosfären, havet, kryosfären och biosfären." Det är en starkare skrivning från klimatpanelen jämfört med tidigare rapporter. Panelen slår fast att det är helt klarlagt att människans aktiviteter har orsakat den globala uppvärmning som observeras.
Enligt rapporten är det bara möjligt att undvika en uppvärmning på 1,5 °C eller 2 °C om massiva och omedelbara minskningar av utsläppen av växthusgaser görs. I en förstasidesartikel beskrev The Guardian rapporten som "dess skarpaste varning hittills" för "stora oundvikliga och irreversibla klimatförändringar", ett budskap som återgavs av många tidningar såväl som politiska ledare och aktivister runt om i världen.

### IPCC:s klimatscenarier
I samband med att Parisavtalet slöts vid Förenta nationernas klimatkonferens 2015 uppskattade IPCC att världen nominellt var på väg mot 3,7 graders uppvärmning fram till år 2100. Inför klimatkonferensen 2021 i Glasgow uppskattade forskarna att satsningar på fossilfri energi förbättrat prognosen något, och att världen är på väg mot 2 till 2,4 graders uppvärmning innan 2100.
I IPCC:s sjätte rapport presenterades fem olika scenarier för den globala uppvärmningens utveckling mellan 2021 och 2100. Scenarierna kombinerade två olika typer av prognoser: Shared Socioeconomic Pathways (SSP) och Representative Concentration Pathways. Ett SSP-scenario är ett slags grundnarrativ där varje scenario har en sammanhållen berättelse med ett antal socioekonomiska och geopolitiska antaganden, samt spaningar kring ekonomiska och teknologiska trender. Ett RCP-scenario är en prognos för hur klimatet utvecklas baserat på antaganden om hur bland annat utsläppen av växthusgaser utvecklas, hur markanvändningen förändras och utsläppen av luftföroreningar som svaveldioxid och kväveoxid.
Scenarierna delades 2021 upp på kort sikt (2021–2040), medellång sikt (2041–2060) och lång sikt (2081–2100). Enligt det scenario med lägst uppvärmning – SSP1-1.9 – är det sannolikt med en uppvärmning mellan 1,2 och 2 °C på medellång sikt och uppvärmning mellan 1,0 och 1,8 °C fram till 2100. Det scenario med högst uppvärmning var SSP5-8,5 som angav en uppvärmning mellan 1,9 och 3,0 °C fram till 2060 som mycket sannolik, medan en uppvärmning mellan 3,3 och 5,7 °C fram till 2100 sågs som mycket sannolik.